# Beta Centauro (foguete)
O Beta Centauro ou APEX-A1-S2-015, foi a segunda iniciativa da Força Aérea Argentina no intuito de criar uma família de foguetes de sondagem,
lançado em 30 de setembro de 1961 de Santo Tomás en Pampa de Achala, 
província de Córdova.

## Especificações
- Número de estágios: 2
- Massa total: 47,3 kg
- Altura: 3,8 m
- Diâmetro: 9,4 cm e 7,9 cm
- Carga útil: 3,3 kg
- Apogeu: 25 km